# Para o Mundo Ouvir
Para o Mundo Ouvir é o décimo segundo álbum de estúdio da cantora brasileira Rose Nascimento, lançado em 2004 pela gravadora Zekap Gospel.
Em 2015, foi considerado, por vários historiadores, músicos e jornalistas, como o 92º maior álbum da música cristã brasileira, em uma publicação.

## Faixas
1. Momento Triunfal (Bebeto e Marquinhos Nascimento)
2. Seguirei (Marquinhos Nascimento)
3. Ninguém me Impedirá de Louvar (Oziel Silva)
4. Triunfo (Rozeane Ribeiro)
5. Se Envolva na Glória (Aldinha Costa)
6. Ele é Deus (Aldinha Costa)
7. Ninguém Vai te Deter (Cláudio Espindola)
8. O Dom da Vida (André Lima)
9. Saída (Rozeane Ribeiro)
10. Me Calo Para Ouvir Deus Falar (Paulo Francisco)
11. Rocha Inabalável (Janaína Bandeira)
12. Amor Sem Fim (Janaína Bandeira)